# Shallow Grave
Shallow Grave är artisten The Tallest Man on Earths debutalbum, utgivet 2008. Skivan fick ett mycket gott mottagande. Låten "Into the Stream" finns även med på EP:n The Tallest Man on Earth.
Låten "Pistol Dreams" släpptes som singel och fanns även med i miniserien Upp till kamp.

## Låtlista
1. "I Won't Be Found" - 2:47
2. "Pistol Dreams" - 3:34
3. "Honey Won't You Let Me In" - 2:56
4. "Shallow Grave" - 2:37
5. "Where Do My Bluebird Fly" - 3:17
6. "The Gardener" - 3:56
7. "The Blizzard's Never Seen the Desert Sands" - 2:01
8. "The Sparrow and the Medicine" - 3:06
9. "Into the Stream" - 2:47
10. "This Wind" - 3:24